# Rosy Varte
Rosy Varte, nata Nevarte Manouelian (Istanbul, 22 novembre 1923 – Neuilly-sur-Seine, 14 gennaio 2012), è stata un'attrice francese.

## Filmografia parziale

### Cinema
- Manon, regia di Henri-Georges Clouzot (1949)
- Minuit... Quai de Bercy, regia di Christian Stengel (1953)
- Gli uomini non pensano che a quello (Les hommes ne pensent qu'à ça), regia di Yves Robert (1954)
- Il gigolò (Le gigolo), regia di Jacques Deray (1960)
- S.S. operazione Fortunat (Fortunat), regia di Alex Joffé (1960)
- I piaceri della città (Le tracassin ou Les plaisirs de la ville), regia di Alex Joffé (1961)
- Bandito sì... ma d'onore (La vendetta), regia di Jean Chérasse (1962)
- L'amore a vent'anni (L'amour à vingt ans), registi vari (1962)
- ...poi ti sposerò (Un monsieur de compagnie), regia di Philippe de Broca (1964)
- Thomas l'imposteur, regia di Georges Franju (1965)
- L'amante italiana (Les Sultans), regia di Jean Delannoy (1966)
- Trois enfants... dans le désordre, regia di Léo Joannon (1966)
- Destinazione marciapiede (Le voyage du père), regia di Denys de La Patellière (1966)
- Mio zio Beniamino, l'uomo dal mantello rosso (Mon oncle Benjamin), regia di Édouard Molinaro (1969)
- Il vitalizio (Le viager), regia di Pierre Tchernia (1972)
- Anche i gangster mangiano lenticchie (La belle affaire), regia di Jacques Besnard (1973)
- Il poliziotto della brigata criminale (Peur sur la ville), regia di Henri Verneuil (1975)
- L'amore fugge (L'amour en fuite), regia di François Truffaut (1979)
- Garçon!, regia di Claude Sautet (1983)
- Irresistibile bugiardo (Joyeuses Pâques), regia di Georges Lautner (1984)

### Televisione
- Noële aux quatre vents - serie TV, 62 episodi (1970-1971)
- Anna, giorno dopo giorno (Anne, jour après jour) - serie TV, 2 episodi (1976)
- Au théâtre ce soir - serie TV, 7 episodi (1967-1982)
- Maguy - serie TV, 92 episodi (1985-1993)

### Doppiatrice
- Daisy Town, regia di René Goscinny (1971)
- Lucky Luke - La ballata dei Dalton (La ballade des Dalton), registi vari (1978)

## Doppiatrici italiane
- Lydia Simoneschi in L'amore a vent'anni
- Wanda Tettoni in ...poi ti sposerò
- Rita Savagnone in L'amante italiana
- Rosetta Calavetta in Mio zio Beniamino l'uomo dal mantello rosso
- Anna Miserocchi ne Il poliziotto della brigata criminale